# Liv Racing TeqFind
La Liv Racing TeqFind, nota in passato anche come DSB, Rabo-Liv e CCC, era una squadra femminile olandese di ciclismo su strada, attiva a livello Elite UCI dal 2007 al 2023.
Basata a 's Gravenmoer, la squadra vinse la classifica del calendario internazionale UCI nel 2012, nel 2014 e nel 2015, risultando inoltre sempre, dal 2007 al 2016, una delle migliori tre formazioni al mondo; a livello individuale Marianne Vos, in rosa dal 2006 al 2020, si aggiudicò la classifica internazionale UCI ininterrottamente dal 2007 al 2014 (eccetto il 2013), imitata nel 2015 da Anna van der Breggen. Dal 2019 al 2020 la formazione è stata associata al WorldTeam polacco CCC, costituendone la controparte femminile; dal 2020 al 2023 ha detenuto licenza di Women's WorldTeam, prima di sciogliersi per confluire nel team australiano Liv AlUla Jayco.

## Cronistoria

### Annuario
| Anno | Codice | Nome                                                          | Cat.    | Biciclette | Dirigenza |
| ---- | ------ | ------------------------------------------------------------- | ------- | ---------- | --- |
| 2006 | DSB    | Team DSB-Ballast Nedam                                        | élite 2 | Van Tuyl   | Dir. sportivi: -                                                                                             |
| 2007 | DSB    | Team DSB Bank                                                 | WT      | Van Tuyl   | Manager: Thijs Rondhuis Dir. sportivi: Henk Heetebrij                                                        |
| 2008 | DSB    | Team DSB Bank                                                 | WT      | Van Tuyl   | Manager: Thijs Rondhuis Dir. sportivi: Rudy Douma, Jan van Dam                                               |
| 2009 | ARC    | DSB Bank-Nederland Bloeit                                     | WT      | Koga       | Manager: Arthur van Dongen Dir. sportivi: Trudy van den Boom, Eric van den Boom                              |
| 2010 | ARC    | Nederland Bloeit                                              | WT      | Koga       | Manager: Jeroen Blijlevens Dir. sportivi: Eric van den Boom                                                  |
| 2011 | NLB    | Nederland Bloeit                                              | WT      | Stevens    | Manager: Jeroen Blijlevens Dir. sportivi: Eric van den Boom                                                  |
| 2012 | RBW    | Stichting Rabo Women Cycling Team Rabobank Women Cycling Team | WT      | Giant      | Manager: Rik van Dongen Dir. sportivi: Jeroen Blijlevens, Eric van den Boom                                  |
| 2013 | RBW    | Rabo Women Cycling Team                                       | WT      | Giant      | Manager: Harold Knebel Dir. sportivi: Koos Moerenhout, Ruud Verhagen                                         |
| 2014 | RBW    | Rabo-Liv Women Cycling Team                                   | WT      | Liv        | Manager: Koos Moerenhout Dir. sportivi: Koos Moerenhout, Eric van den Boom                                   |
| 2015 | RBW    | Rabo-Liv Women Cycling Team                                   | WT      | Liv        | Manager: Eric van den Boom Dir. sportivi: Koos Moerenhout, Sierk de Haan                                     |
| 2016 | RBW    | Rabo-Liv Women Cycling Team                                   | WT      | Liv        | Manager: Eric van den Boom Dir. sportivi: Koos Moerenhout, Sierk de Haan                                     |
| 2017 | WM3    | WM3 Pro Cycling Team                                          | WT      | Ridley     | Manager: Eric van den Boom Dir. sportivi: Jeroen Blijlevens, Eric van den Boom                               |
| 2018 | WAD    | WaowDeals Pro Cycling Team                                    | WT      | Ridley     | Manager: Eric van den Boom Dir. sportivi: Jeroen Blijlevens, Eric van den Boom                               |
| 2019 | CCC    | CCC-Liv                                                       | WT      | Liv        | Manager: Eric van den Boom Dir. sportivi: Jeroen Blijlevens, Eric van den Boom                               |
| 2020 | CCC    | CCC-Liv                                                       | WTW     | Liv        | Manager: Eric van den Boom Dir. sportivi: Jeroen Blijlevens, Hugo Brenders                                   |
| 2021 | LIV    | Liv Racing                                                    | WTW     | Liv        | Manager: Eric van den Boom Dir. sportivi: Lars Boom, Hugo Brenders                                           |
| 2022 | LIV    | Liv Racing Xstra                                              | WTW     | Liv        | Manager: Eric van den Boom Dir. sportivi: Eric van den Boom, Hugo Brenders, Giorgia Bronzini, Wim Stroetinga |
| 2023 | LIV    | Liv Racing TeqFind                                            | WTW     | Liv        | Manager: Eric van den Boom Dir. sportivi: Eric van den Boom, Giorgia Bronzini, Wim Stroetinga                |

### Classifiche UCI
Aggiornato al 31 dicembre 2023.
| Anno | Classifica | Pos. | Migliore cl. individuale  |
| ---- | ---------- | ---- | ------------------------- |
| 2007 | World Cal. | 2º   | Marianne Vos (1ª)         |
| 2007 | World Cup  | 2º   | Marianne Vos (1ª)         |
| 2008 | World Cal. | 2º   | Marianne Vos (1ª)         |
| 2008 | World Cup  | 5º   | Marianne Vos (3ª)         |
| 2009 | World Cal. | 3º   | Marianne Vos (1ª)         |
| 2009 | World Cup  | 2º   | Marianne Vos (1ª)         |
| 2010 | World Cal. | 2º   | Marianne Vos (1ª)         |
| 2010 | World Cup  | 3º   | Marianne Vos (1ª)         |
| 2011 | World Cal. | 2º   | Marianne Vos (1ª)         |
| 2011 | World Cup  | 1º   | Annemiek van Vleuten (1ª) |
| 2012 | World Cal. | 1º   | Marianne Vos (1ª)         |
| 2012 | World Cup  | 1º   | Marianne Vos (1ª)         |
| 2013 | World Cal. | 2º   | Marianne Vos (2ª)         |
| 2013 | World Cup  | 1º   | Marianne Vos (1ª)         |
| 2014 | World Cal. | 1º   | Marianne Vos (1ª)         |
| 2014 | World Cup  | 1º   | Marianne Vos (3ª)         |
| 2015 | World Cal. | 1º   | Anna van der Breggen (1ª) |
| 2015 | World Cup  | 1º   | Anna van der Breggen (2ª) |
| 2016 | World Cal. | 2º   | Anna van der Breggen (2ª) |
| 2016 | World Tour | 3º   | Anna van der Breggen (7ª) |
| 2017 | World Cal. | 4º   | Marianne Vos (3ª)         |
| 2017 | World Tour | 6º   | Katarzyna Niewiadoma (3ª) |
| 2018 | World Cal. | 7º   | Marianne Vos (3ª)         |
| 2018 | World Tour | 5º   | Marianne Vos (2ª)         |
| 2019 | World Cal. | 6º   | Marianne Vos (2ª)         |
| 2019 | World Tour | 5º   | Marianne Vos (1ª)         |
| 2020 | World Cal. | 6º   | Marianne Vos (6ª)         |
| 2020 | World Tour | 5º   | Marianne Vos (6ª)         |
| 2021 | World Cal. | 7º   | Lotte Kopecky (8ª)        |
| 2021 | World Tour | 9º   | Lotte Kopecky (16ª)       |
| 2022 | World Cal. | 13º  | Rachele Barbieri (35ª)    |
| 2022 | World Tour | 11º  | Valerie Demey (54ª)       |
| 2023 | World Cal. | 17º  | Mavi García (35ª)         |
| 2023 | World Tour | 14º  | Mavi García (31ª)         |

## Palmarès
Aggiornato al 31 dicembre 2023.

### Grandi Giri
- Giro d'Italia

Partecipazioni: 14 (2007, 2011, 2012, 2013, 2014, 2015, 2016, 2017, 2018, 2019, 2020, 2021, 2022, 2023)
Vittorie di tappa: 32
2007: 1 (Marianne Vos)
2011: 5 (5 Marianne Vos)
2012: 5 (5 Marianne Vos)
2013: 3 (3 Marianne Vos)
2014: 6 (4 Marianne Vos, 2 Annemiek van Vleuten)
2015: 4 (2 Lucinda Brand, Pauline Ferrand-Prévot, Anna van der Breggen)
2018: 1 (Marianne Vos)
2019: 4 (4 Marianne Vos)
2020: 3 (3 Marianne Vos)
Vittorie finali: 4
2011: (Marianne Vos)
2012: (Marianne Vos)
2014: (Marianne Vos)
2015: (Anna van der Breggen)
Altre classifiche: 10
2007: Punti (Marianne Vos)
2011: GPM (Marianne Vos), Punti (Marianne Vos)
2012: Punti (Marianne Vos)
2013: Punti (Marianne Vos)
2014: Punti (Marianne Vos), Giovani (Pauline Ferrand-Prévot)
2015: Giovani (Katarzyna Niewiadoma)
2016: Giovani (Katarzyna Niewiadoma)
2020: Punti (Marianne Vos)
- Grande Boucle/Tour de France

Partecipazioni: 3 (2009, 2022, 2023)
Vittorie di tappa: 1
2009: 1 (Marianne Vos)
Vittorie finali: 0
Altre classifiche: 2
2009: Sprint (Marianne Vos), Giovani (Marianne Vos)
- Vuelta a España

Partecipazioni: 1 (2023)
Vittorie di tappa: 0
Vittorie finali: 0
Altre classifiche: 0

### Campionati nazionali
- Campionati australiani: 1

Cronometro: 2015 (Shara Gillow)
- Campionati belgi: 7

In linea: 2007 (Ludivine Henrion); 2010, 2013 (Liesbet De Vocht); 2021 (Lotte Kopecky)
Cronometro: 2009, 2012 (Liesbet De Vocht); 2021 (Lotte Kopecky)
- Campionati canadesi: 2

In linea: 2021 (Alison Jackson)
Cronometro: 2021 (Alison Jackson)
- Campionati cechi: 2

In linea: 2022, 2023 (Tereza Neumanová)
- Campionati francesi: 5

In linea: 2014 (Pauline Ferrand-Prévot)
Cronometro: 2012, 2013, 2014, 2015 (Pauline Ferrand-Prévot)
- Campionati israeliani: 1

Cronometro: 2018 (Rotem Gafinovitz)
- Campionati norvegesi: 1

In linea: 2006 (Linn Torp)
- Campionati olandesi: 14

In linea: 2006, 2008, 2009, 2011 (Marianne Vos); 2010 (Loes Gunnewijk); 2012 (Annemiek van Vleuten); 2013 (Lucinda Brand); 2014 (Iris Slappendel); 2015 (Lucinda Brand); 2016 (Anouska Koster)
Cronometro: 2010, 2011 (Marianne Vos); 2014 (Annemiek van Vleuten); 2015 (Anna van der Breggen)
- Campionati polacchi: 3

In linea: 2016 (Katarzyna Niewiadoma); 2020 (Marta Lach)
Cronometro: 2016 (Katarzyna Niewiadoma)
- Campionati spagnoli: 1

In linea: 2023 (Mavi García)
- Campionati sudafricani: 3

In linea: 2019, 2020 (Ashleigh Moolman-Pasio)
Cronometro: 2020 (Ashleigh Moolman-Pasio)